# Kompania graniczna KOP „Puńsk”
Kompania graniczna KOP „Puńsk” – pododdział graniczny Korpusu Ochrony Pogranicza pełniący służbę ochronną na granicy polsko-litewskiej.

## Formowanie i zmiany organizacyjne
Na podstawie rozporządzenie Ministra Spraw Wewnętrznych nr 1099 ze stycznia 1926, w trzecim etapie organizacji Korpusu Ochrony Pogranicza, sformowano 23 batalion graniczny . Po 1928 utworzono kompanię graniczą „Puńsk”. Ochraniała ona część dotychczasowego pododcinka kompanii „Wiżajny” i kompanii „Hołny Wolmera”. W listopadzie 1936 kompania etatowo liczyła 2 oficerów, 7 podoficerów, 4 nadterminowych i 64 żołnierzy służby zasadniczej.
W 1939 4 kompania graniczna KOP „Puńsk” podlegała dowódcy batalionu KOP „Sejny”.

## Służba graniczna
Podstawową jednostką taktyczną Korpusu Ochrony Pogranicza przeznaczoną do pełnienia służby ochronnej był batalion graniczny. Odcinek batalionu dzielił się na pododcinki kompanii, a te z kolei na pododcinki strażnic, które były „zasadniczymi jednostkami pełniącymi służbę ochronną”, w sile półplutonu. Służba ochronna pełniona była systemem zmiennym, polegającym na stałym patrolowaniu strefy nadgranicznej i tyłowej, wystawianiu posterunków alarmowych, obserwacyjnych i kontrolnych stałych, patrolowaniu i organizowaniu zasadzek w miejscach rozpoznanych jako niebezpieczne, kontrolowaniu dokumentów i zatrzymywaniu osób podejrzanych, a także utrzymywaniu ścisłej łączności między oddziałami i władzami administracyjnymi. Miejscowość, w którym stacjonowała kompania graniczna, posiadała status garnizonu Korpusu Ochrony Pogranicza.
4 kompania graniczna „Puńsk” w 1934 ochraniała odcinek granicy państwowej szerokości 32 kilometrów 625 metrów.
Sąsiednie kompanie graniczne:
- 1 kompania graniczna KOP „Wiżajny” ⇔ 2 kompania graniczna KOP „Hołny Wolmera” – 1932[8] i 1934[9]
- 1 kompania graniczna KOP „Rutka Tartak” ⇔ 2 kompania graniczna KOP „Hołny Wolmera” – 1938[10]

## Struktura organizacyjna
Strażnice kompanii w latach 1932 – 1939:
- strażnica KOP „Gromadziszki”
- strażnica KOP „Krejwiany”[d]
- strażnica KOP „Poluńce”[e]
- strażnica KOP „Borysówka”[f]

## Dowódcy kompanii
- kpt. Eugeniusz Maskowicz (14 XII 1934 – 21 XI 1936)[g]
- kpt. Bonifacy Wanacki[h] ( – IX 1939)